# Antonio Campillo Meseguer
Antonio Campillo Meseguer (Santomera, 17 de mayo de 1956) es un filósofo y sociólogo español. De 2013 a 2017 presidió la Red española de Filosofía. En sus publicaciones analiza la relación entre la democracia y ciudadanía, la política como espectáculo y las características de la sociedad global reclamando la renovación del discurso filosófico para adecuarlo a la sociedad globalizada del siglo XXI. 

## Trayectoria
Nació en Santomera, un pueblo de Murcia donde pasó su infancia y donde reside desde 1992. A los 16 años, explica, empezó a leer a los clásicos de filosofía (Platón, Agustín de Hipona, Descartes, Rousseau, Marx, etc.) y a algunos autores del siglo XX (Cassirer, Freud, Adorno, Fromm, etc.). Desde que descubrió a Miguel de Unamuno y Nietzsche asegura que vivió la división de su vocación entre la literatura y la filosofía. En 1973 inició en Madrid los estudios de filosofía. Cursó los dos primeros años en la Universidad Pontificia de Comillas y continuó su carrera en la facultad de Filosofía de la Universidad Complutense de Madrid. En los dos últimos años fue alumno de José Luís López Aranguren quien acababa de regresar del exilio y recuperar su cátedra tras la muerte de Franco en 1975. En 1974 inició su licenciatura en sociología en la Facultad de Ciencias Políticas y Sociología de la Universidad Complutense. Concluyó ambas licenciaturas (Filosofía y Sociología) en 1979 y presentó su tesis de licenciatura dirigida por Aranguren titulada La ética después de Nietzsche.
Los seis años vividos en Madrid fueron decisivo asegura para su formación intelectual y el despertar de su conciencia política . En octubre de 1979 se incorporó a la Universidad de Murcia como Profesor Ayudante del antiguo Departamento de Historia de la Filosofía, impartiendo la asignatura de Historia y genealogía del saber en la nueva Licenciatura en Filosofía, que había sido creada en 1975.
Se doctoró en Filosofía (1984). Ha sido investigador en el Centro Michel Foucault de París (1995) y en el Instituto de Filosofía del Consejo Superior de Investigaciones Científicas (2009-2010). Desde 1997, es catedrático de Filosofía de la Universidad de Murcia.
De 2010 a 2018 fue decano de la Facultad de Filosofía de la Universidad de Murcia y en octubre de 2011, fue elegido Presidente de la Conferencia Española de Decanatos de Filosofía cargo del que presentó su renuncia en febrero de 2018 siendo sustituido como nuevo presidente Javier Zamora Bonilla, 

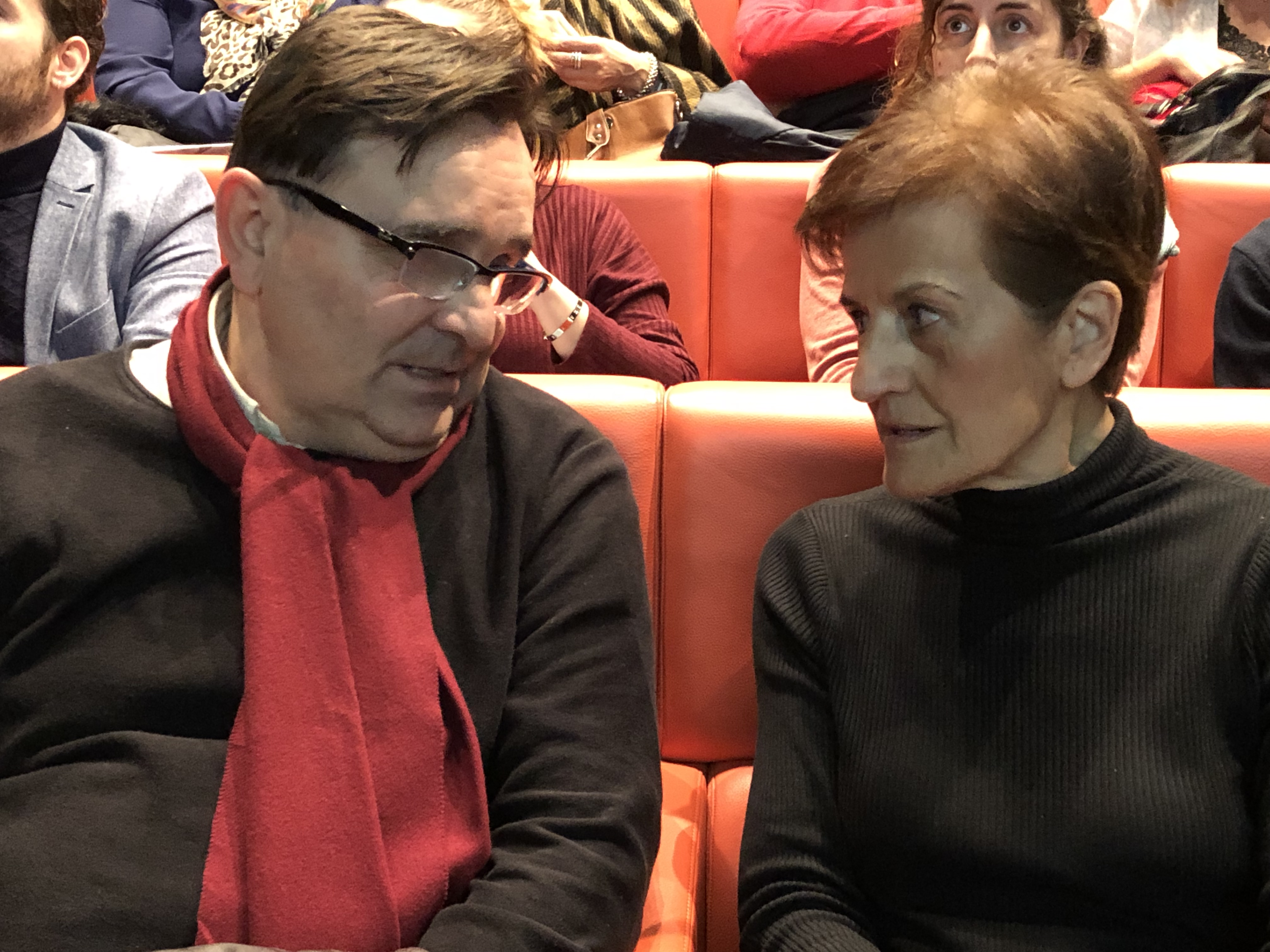
Antonio Campillo y Adela Cortina en el II Festival de Filosofía de Málaga

decano de Filosofía de la UNED. De 2011 a 2018 también asumió la dirección de la revista Daimon. Revista Internacional de Filosofía. Actualmente forma parte del comité científico.
De 2013 a 2017 asumió la presidencia de la Red española de Filosofía, una organización nacida en 2012 para "vertebrar a la comunidad filosófica española". El filósofo reclamó la renovación del discurso: los propios filósofos debemos renovar profundamente nuestro discurso y situarnos, como diría Ortega, a la altura de nuestro propio tiempo, a la altura de la sociedad globalizada del siglo XXI. Si somos capaces de afrontar con coraje, con rigor y con lucidez los grandes problemas de nuestro tiempo, es evidente que la filosofía será reconocida como una actividad muy necesaria, no sólo en el sistema educativo sino también en el conjunto de la vida pública. Porque vivimos en un mundo cada vez más cambiante, complejo e incierto, y necesitamos mapas para orientarnos en él, y la tarea de la filosofía consiste precisamente en eso, en construir mapas conceptuales, normativos y valorativos, para orientar a los seres humanos en el mundo.

## Obra
Ha editado y traducido textos de Bataille y de Foucault.
Se dio a conocer en 1985 con  Adiós al progreso. Una meditación sobre la historia, finalista del XIII Premio Anagrama de Ensayo de ese mismo año. En su primer libro, Campillo abordó la "crisis de la modernidad", planteando que la crisis era el final de la concepción evolutiva y eurocéntrica de la historia universal, y reivindicando la elaboración de una nueva filosofía de la historia y una nueva manera de pensar las relaciones entre las distintas épocas y entre los distintos pueblos de la Tierra, pero también entre la naturaleza y la cultura, entre la biosfera terrestre y la tecnosfera humana, las dos caras de la condición humana a las que los filósofos de la antigua Grecia llamaron physis y pólis.
En 2008 publicó El concepto de lo político en la sociedad global un libro en el que reclama un cambio en la noción de ciudadanía, que -considera- no puede seguir identificando con nacionalidad. Denuncia la estamentalización de las sociedades occidentales y la política como espectáculo del que somos meros espectadores, lo que favorece el populismo y la manipulación. Entre sus objetos de trabajo analiza la relación entre la democracia y ciudadanía.

## Publicaciones
- Adiós al progreso. Una meditación sobre la historia (Finalista del XIII Premio Anagrama de Ensayo, 1985, 2ª ed. 1995),
- La fuerza de la razón. Guerra, Estado y ciencia en el Renacimiento (1987, 2ª ed. 2008).
- La razón silenciosa. Una lectura de las Enéadas de Plotino (1990).
- La invención del sujeto (2001)
- Variaciones de la vida humana. Una teoría de la historia (2001)
- Contra la Economía. Ensayos sobre Bataille (2001)
- El concepto de lo político en la sociedad global (2008)
- Tierra de nadie. Cómo pensar (en) la sociedad global (2015).
- Mundo, nosotros. Ensayos cosmopoliéticos (2018).
- Un lugar en el mundo. La justicia espacial y el derecho a la ciudad (2019).
- El concepto de amor en Arendt (2019).